# Hôrky (chráněné území)
Hôrky je území evropského významu ve správě státní ochrany přírody Správa CHKO Ponitří.
Nachází se v katastrálním území obcí Ladice, Kostoľany pod Tribečom, Velčice, Súlovce, Kovarce, Nitrianska Streda, Solčany, Krnča, Klátova Nová Ves a Kolačno s celkovou rozlohou 256 ha s nadmořskou výškou od 228 do 540 m n. m. v pohoří Tribeč .
Výnosem Ministerstva životního prostředí Slovenské republiky č. 3 / 2004-5. 1 ze dne 14. července 2004 , kterým se vydává národní seznam lokalit území evropského významu, bylo území zařazeno mezi území evropského významu s identifikačním kódem SKUEV0133 Hôrky  o rozloze 82,419 ha. Navrhované území evropského významu schválila Evropská komise dne 13. listopadu 2007 rozhodnutím Komise ES 2008/26 / ES, kterým se podle směrnice Rady 92/43 / EHS přijímá aktualizovaný seznam lokalit významných v panonské biogeografické oblasti. Území se skládá ze tří samostatných částí.
K území bylo přičleněno sousedící navrhované území evropského významu SKUEV2133 Hôrky, zřízené Usnesením vlády Slovenské republiky č. 495 ze dne 25. října 2017 k Druhé aktualizaci národního seznamu lokalit významných s rozlohou 173,850 ha , bylo vyhlášeno opatřením ze dne 7. prosince 2017, zveřejněným v částce 6/2017 Věstníku MŽP SR , kterým se mění národní seznam lokalit významných vydaný výnosem MŽP SR č.3 / 2004- 5.1 z roku 2004. Nové rozšířené území se skládá z dalších šestnácti částí.
Kromě části Michalov vrch je součástí chráněného ptačího území SKCHVU031 Tribeč.

## Předmět ochrany
Předmětem ochrany jsou stanoviště:
- Karpatské a panonské dubohabrové lesy
- Nezpevněné silikátové skalní suti kolinného stupně
- Silikátové skalní stěny a svahy se štěrbinovou vegetací
- Eurosibírske doubravy porosty a písku
- Pionýrské společenství mělkých silikátových půd
- Lipovo-javorové sutinové lesy
- Suché vřesoviště v nížinách a pahorkatinách
- xerotermní křoviny

Předmětem ochrany jsou tyto druhy:
- Tesařík alpský (Rosalia alpina)
- Roháč obecný (Lucanus cervus)

## Hôrky (SKUEV0133) vyhlášené v roce 2004

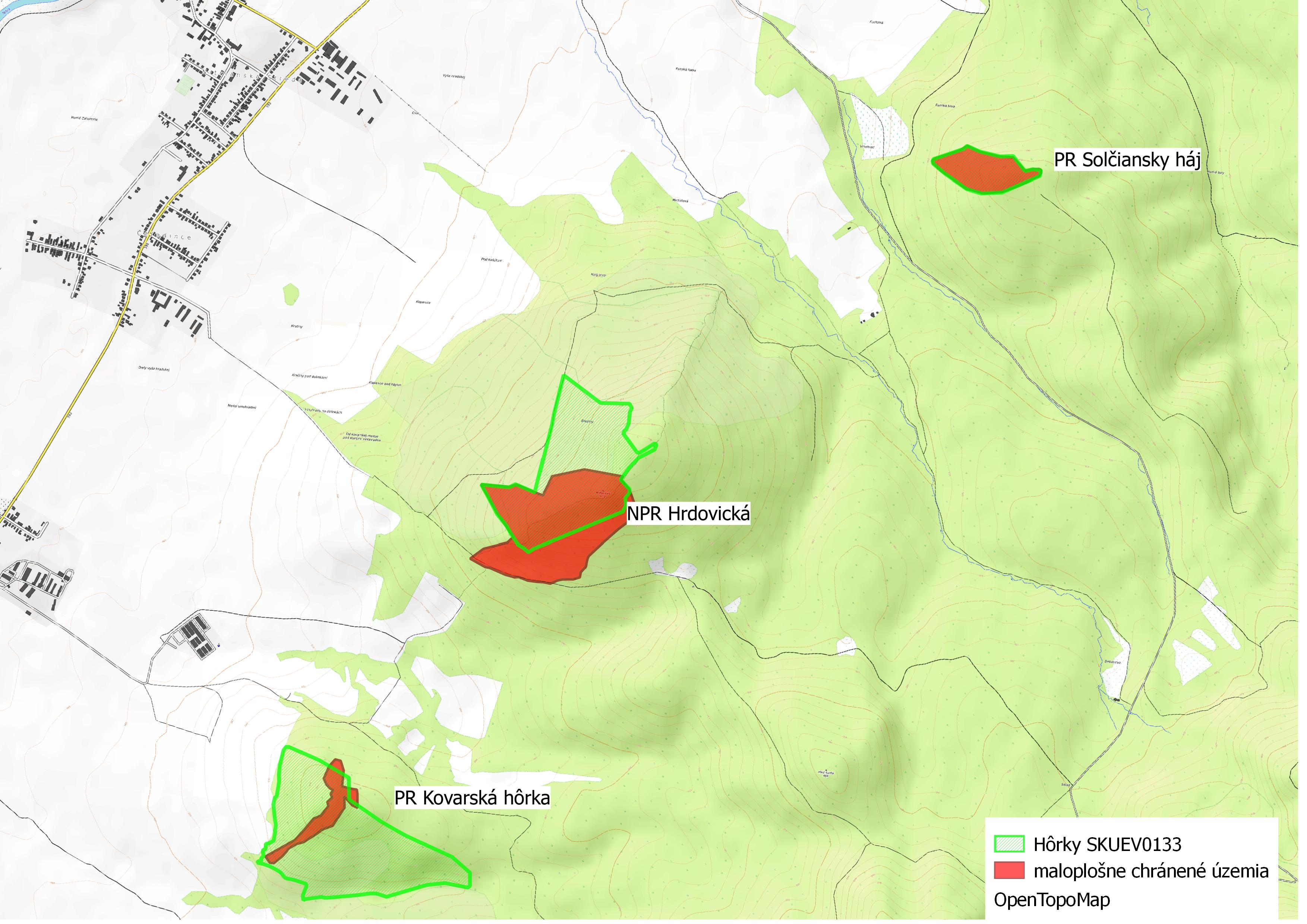
Mapa území evropského významu "Hôrky" a maloplošné chráněných území.

SKUEV0133 Hôrky má tři samostatné části. Všechny tři části se překrývají s existujícími maloplošně chráněnými územími. Každá část s jiným územím:

### NPR Hrdovická
S národní přírodní rezervací Hrdovická se překrývá na více než 50% plochy. Území evropského významu se na této lokalitě ještě rozkládá severně od rezervace Hrdovická.

### PR Solčiansky háj
S přírodní rezervací Solčiansky háj se tato část území evropského významu Hôrky úplně překrývá.

### PR Kovárská hôrka
V oblasti přírodní rezervace Kovárská hôrka tato část území evropského významu Hôrky zabírá asi čtyřikrát větší plochu než samotná rezervace. S přírodní rezervací se téměř celá překrývá.

## Hôrky (SKUEV2133) vyhlášené v roce 2017

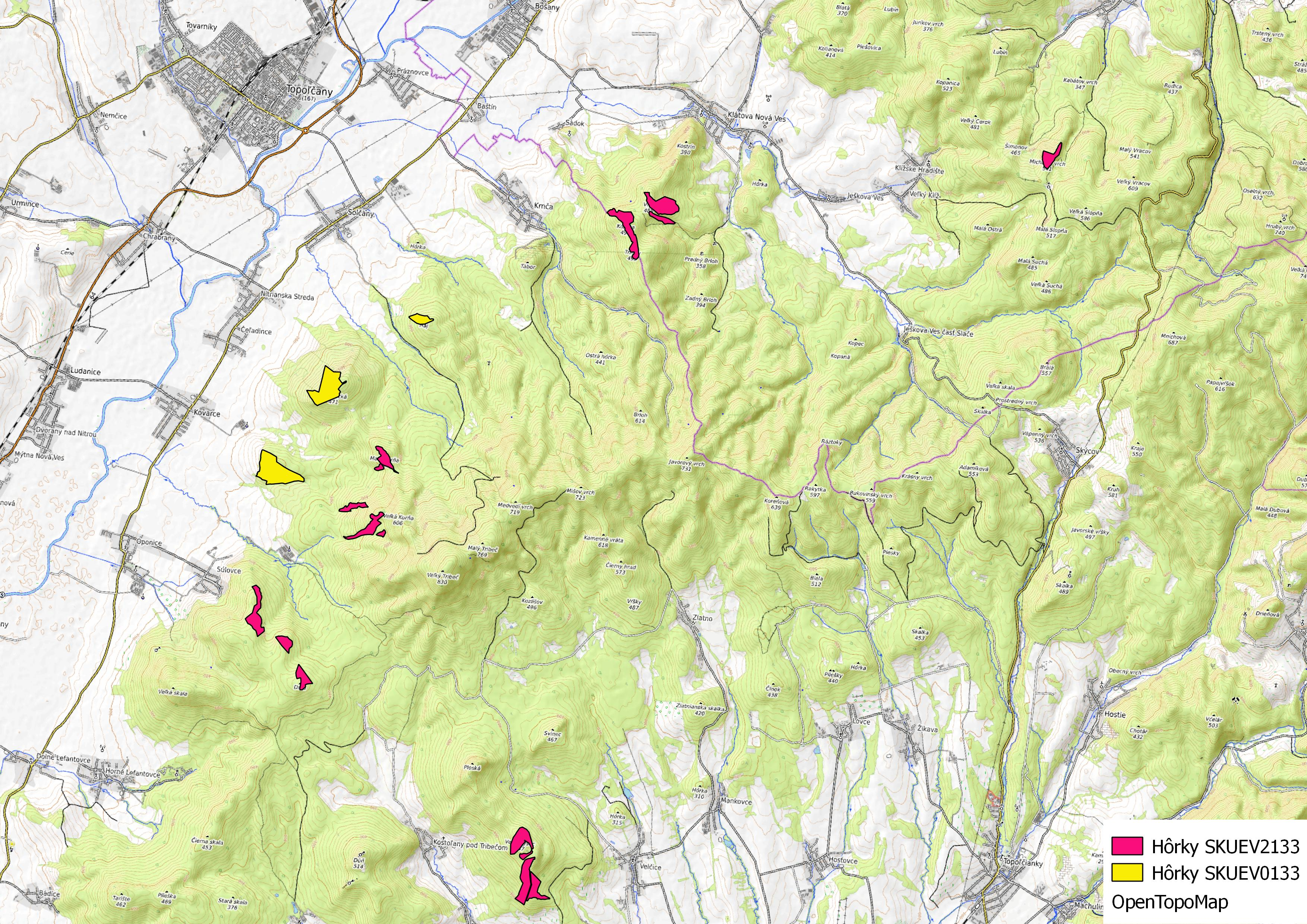
Mapa aktualizovaného a rozšířeného území evropského významu "Hôrky".

Rozšířené území má 16 částí, které jsou rozmístěny ve skupinách.

### Velký Lysec
Čtyři části se nacházejí v oblasti vrchu Velký Lysec (547 m n. m.), který se nachází v geomorfologickém podcelku Jelenec.

### Drža, Jahoda
Tři další území lze nalézt v oblasti Jahoda v katastrálním území obce Súlovce na vrcholcích kopců Držet (499,3 m n. m.), Ostré (466 m n. m.) a Pod skalou (466,2 m n. m.) v geomorfologickém podcelku Jelenec.

### Velká Kurňa
Tři území se rozprostírají na západních a jihozápadních svazích vrchu Velká Kurňa (606 m n. m.) v geomorfologické části Vysoký Tribeč geomorfologického podcelku Veľký Tribeč.

### Malá Kurňa
Dvě plochy pokrývají vrch Malá Kurňa (464 m n. m.) v geomorfologické části Hornonitrianské predhorie v geomorfologickém podcelku Veľký Tribeč.

### Vres
Dvě oblasti jsou na vrchu Vres (485 m n. m.) v geomorfologické části Hornonitrianské predhorie v geomorfologickém podcelku Veľký Tribeč.

### Kozlica, Trniny
Jedna oblast podlouhlého tvaru pokrývá vrchy Kozlica (498 m n. m.), Trniny (495 m n. m.) a hřeben mezi nimi v geomorfologické části Hornianské predhorie v geomorfologickém podcelku Veľký Tribeč.

### Michalův vrch
Nejsevernější a samostatná část je na Michalově vrchu, (541 m n. m.) v geomorfologické části Skýcovská vrchovina v geomorfologickém podcelku Rázdiel.

## Fauna
Kromě předmětných cílových druhů bezobratlých se na chráněném území vyskytují i krajník pižmový (Calosoma sycophanta).  Z chráněných druhů pavouků se na území vyskytuje Lycosa vultuosa.  Z obojživelníků v těchto oblastech žije mlok skvrnitý (Salamandra salamandra).  Z plazů zde nachází příznivé podmínky užovka hladká (Coronelem austriaca), užovka stromová (Elaphe longissima), ještěrka zední (Podarcis muralis) a ještěrka zelená (Lacerta viridis).
Ze zástupců savců zde byly zjištěny drobní savci jako rejsek obecný (Sorex araneus) a rejsek malý (Sorex minutus). 

## Galerie

Vres
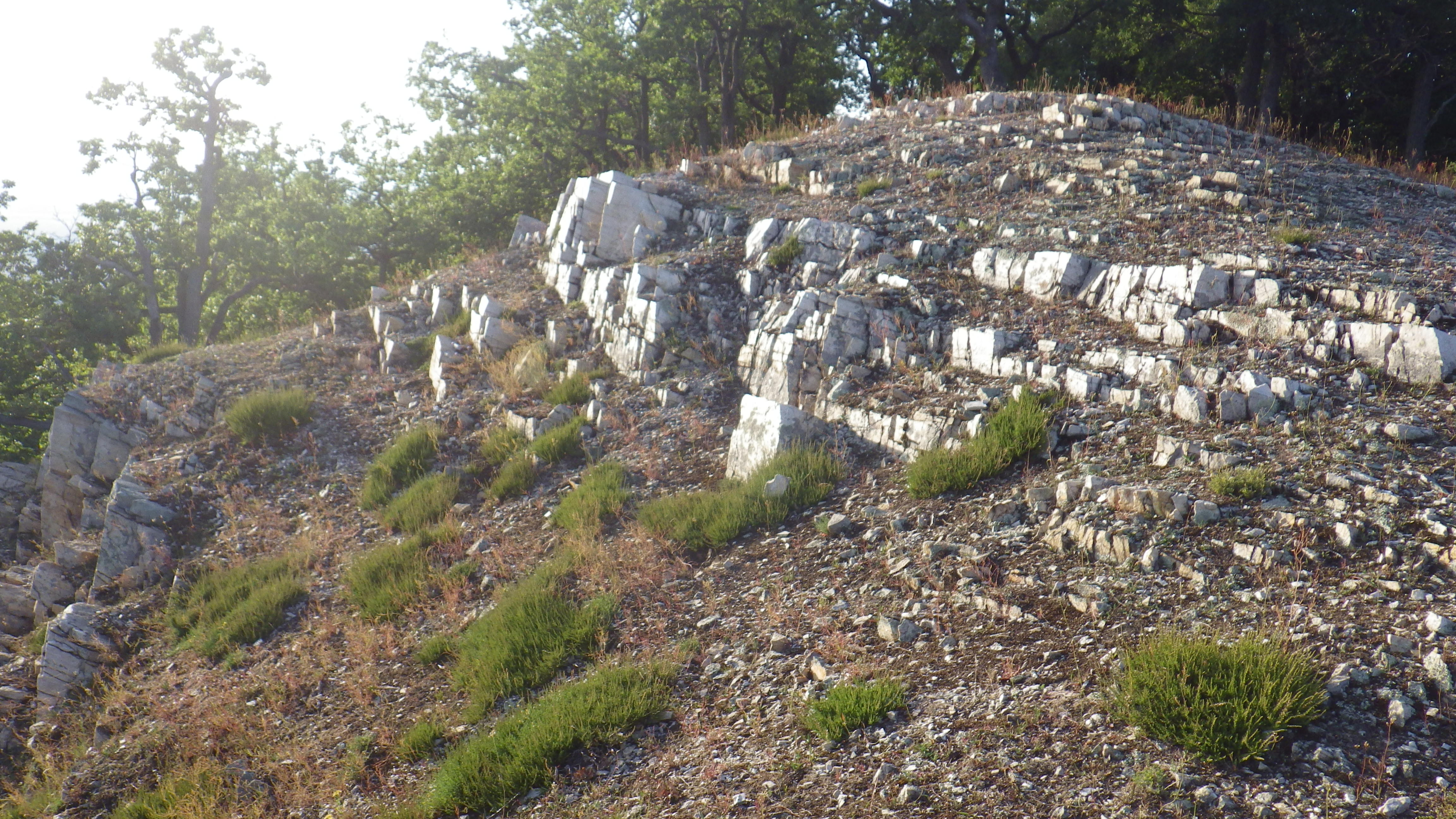
vrcholová skalnatá část
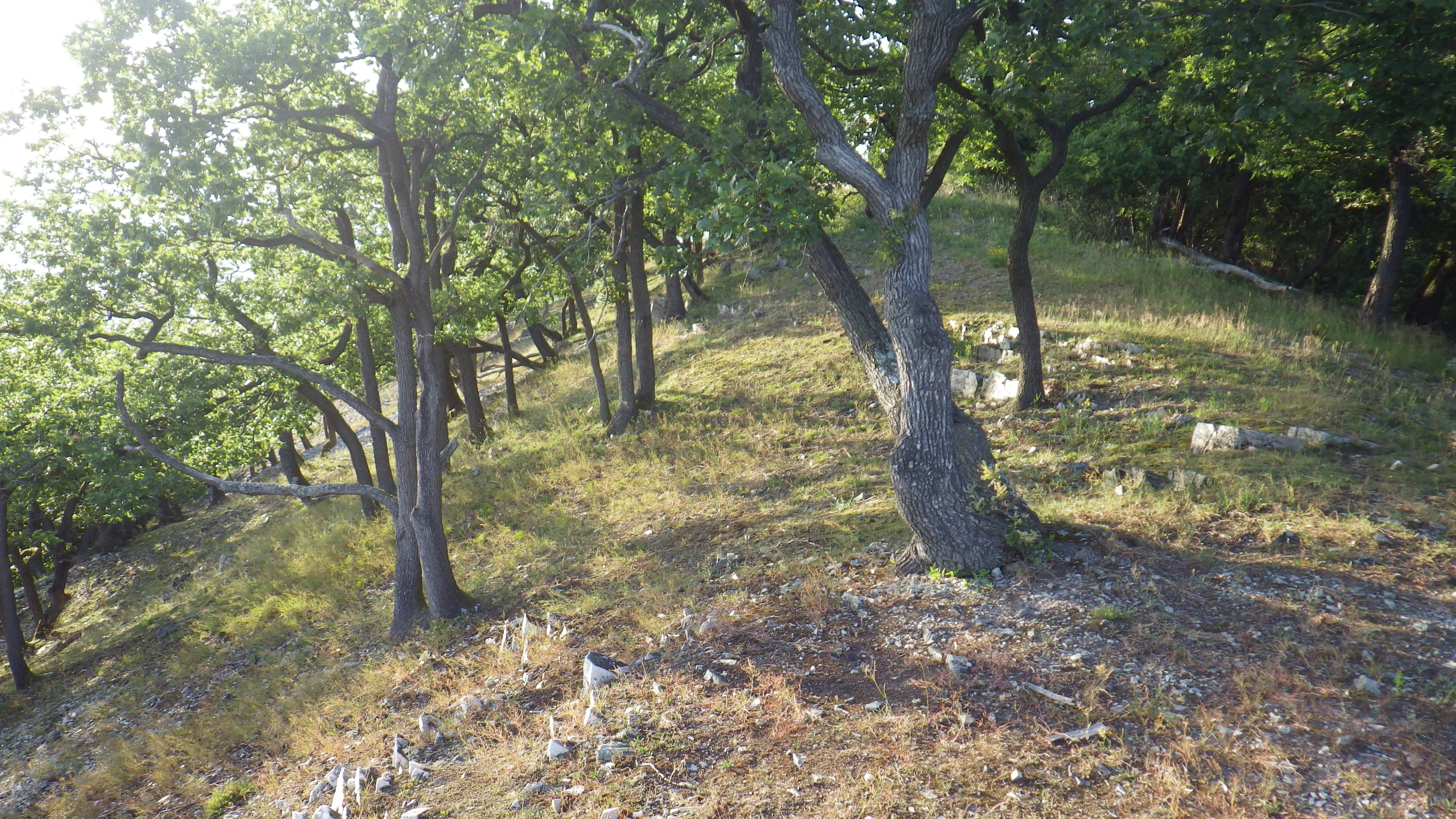
lesnatá část vrcholu
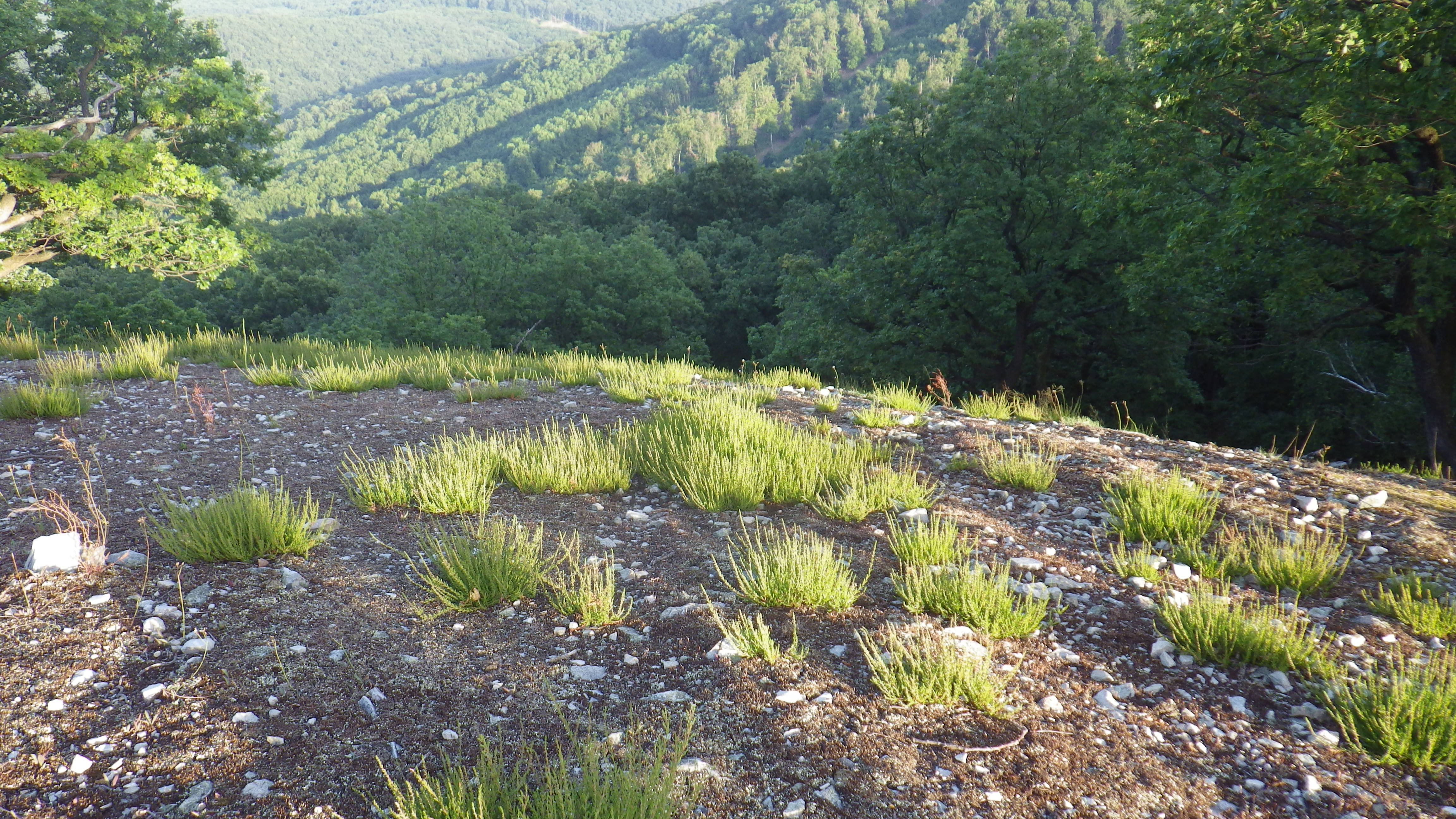
porost vřesu, v pozadí duby
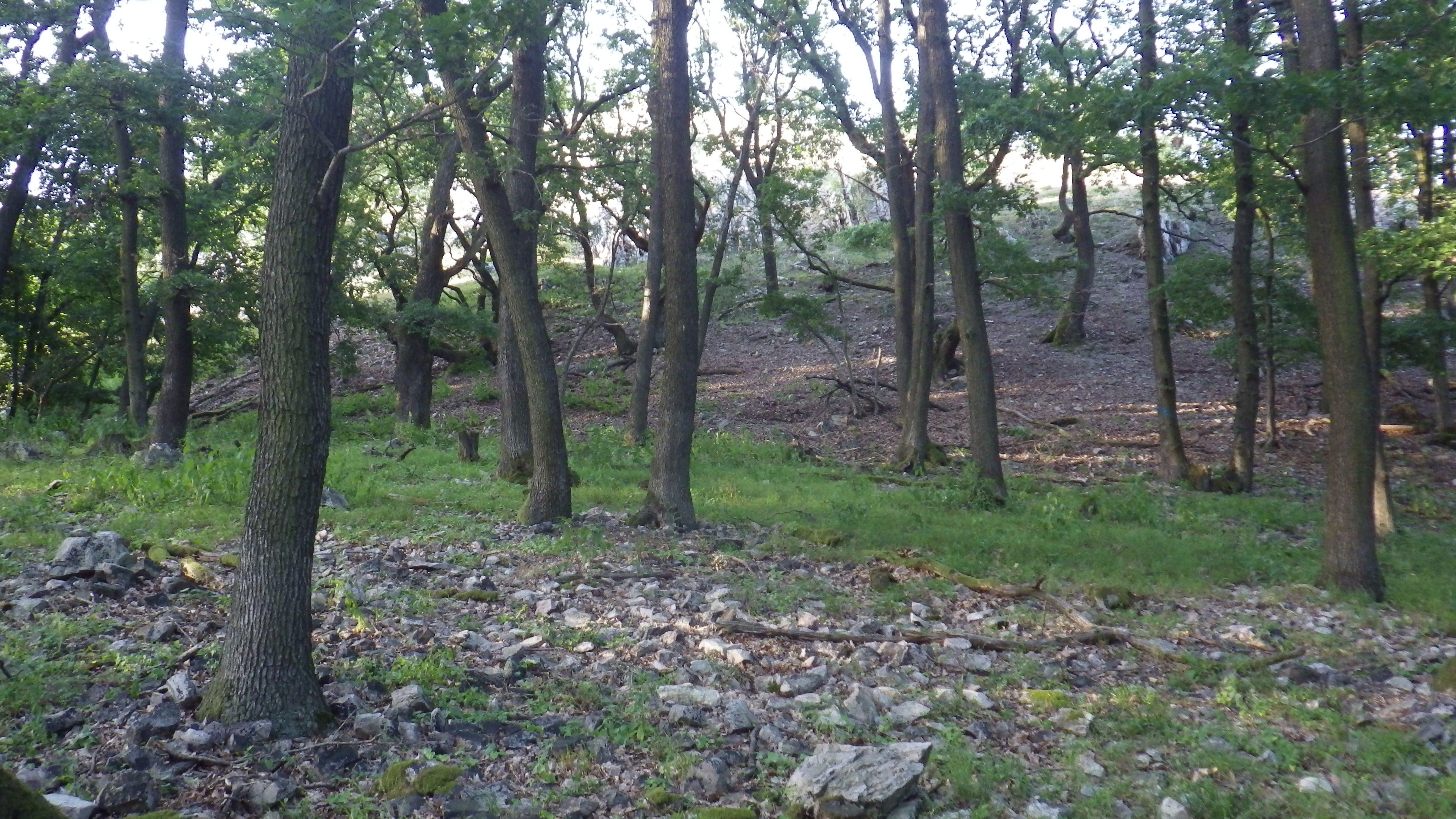
okraj dubového lesa při úpatí vrcholové části

Kozlica,  Trniny
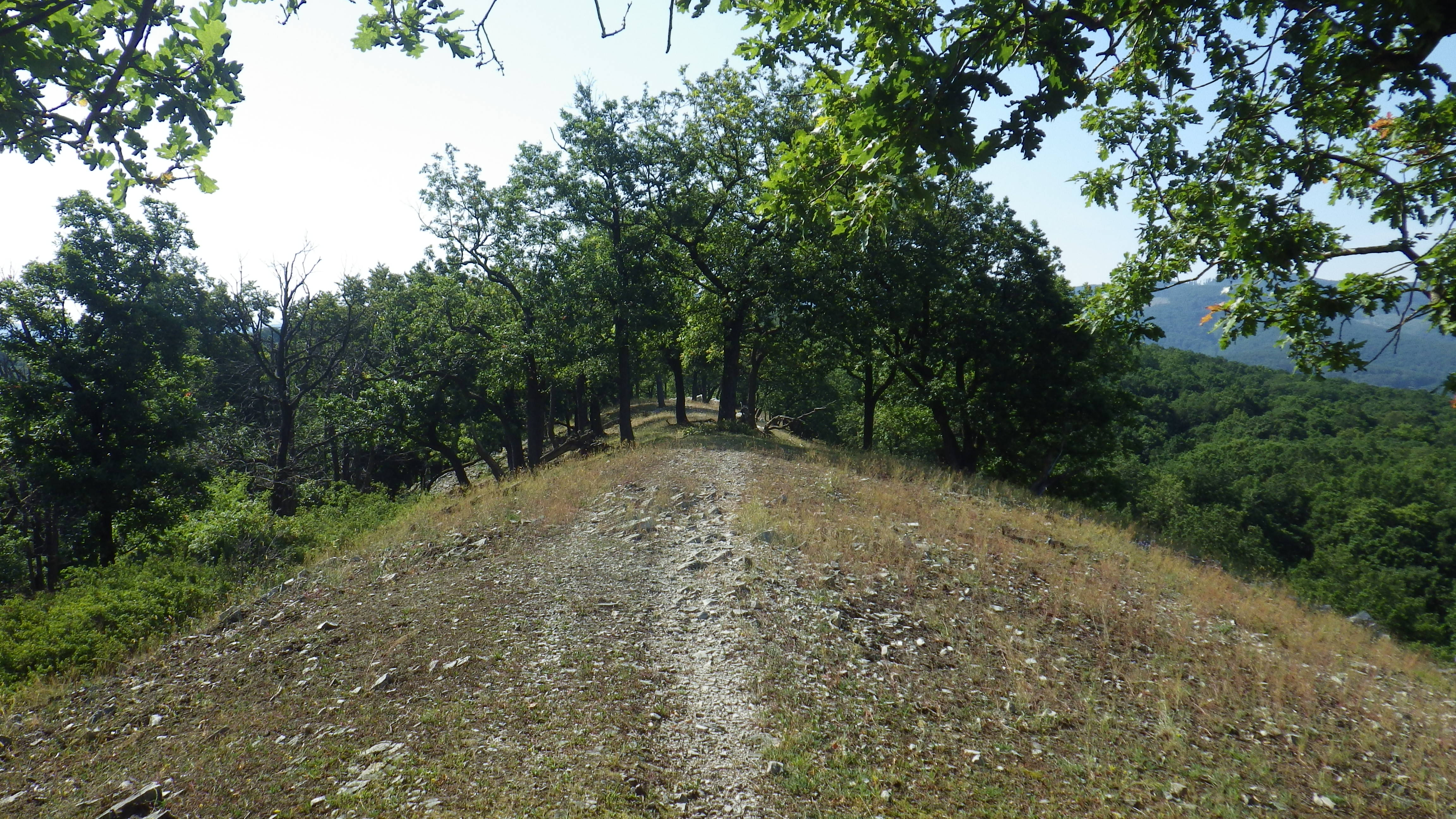
otevřená část hřebene
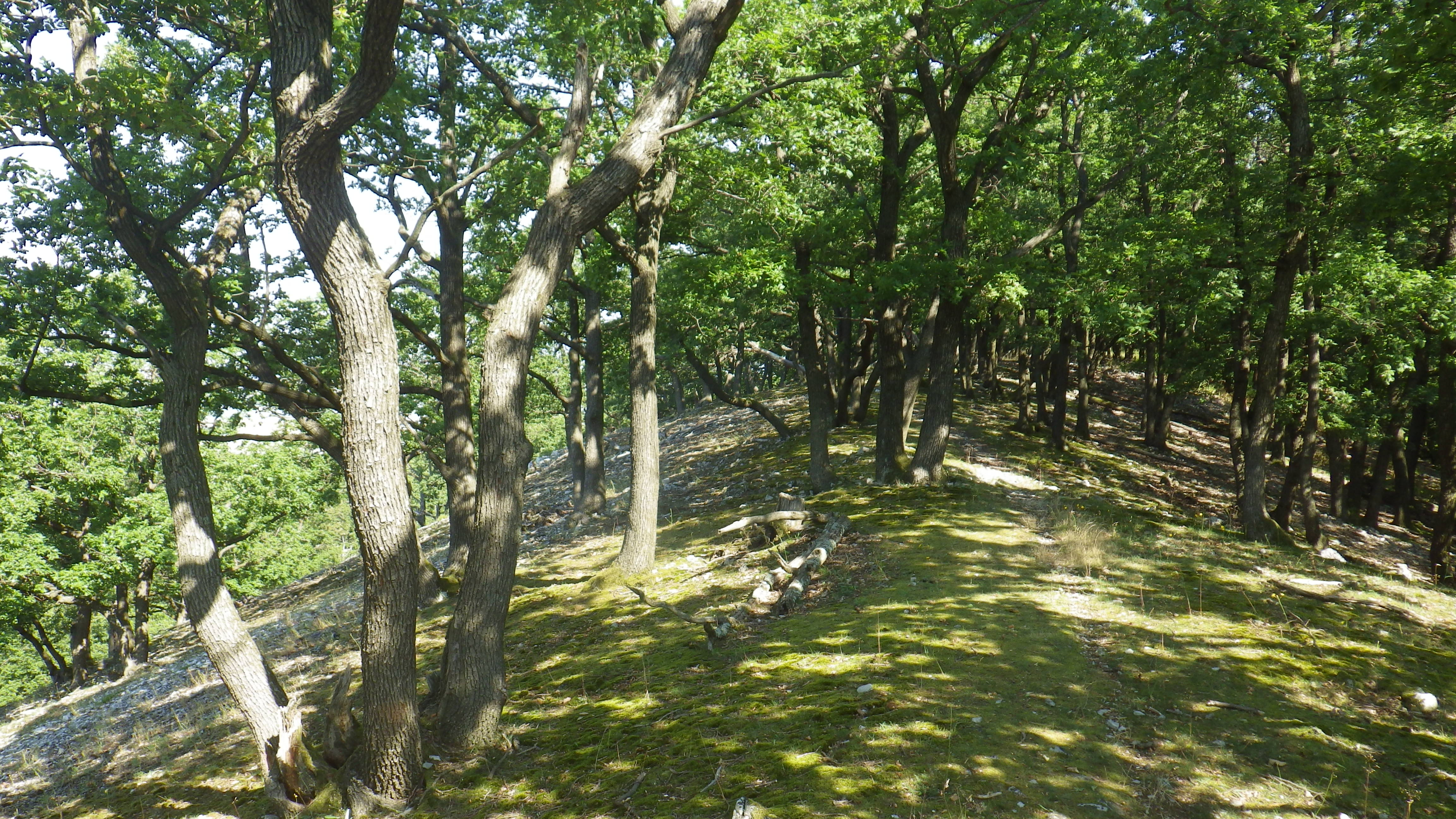
hřeben směřující na západ
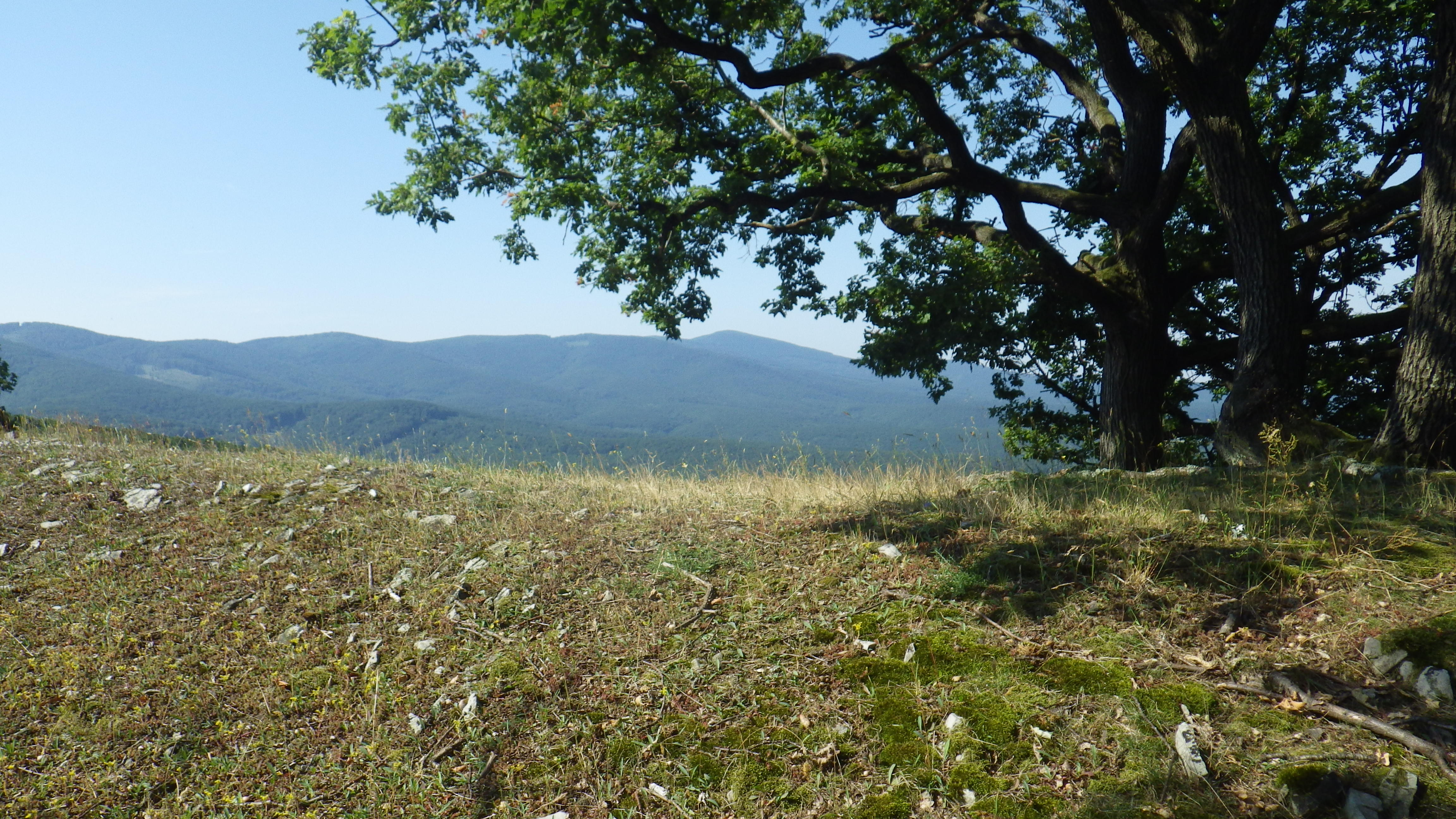
pohled na hlavní hřeben pohoří Tribeč
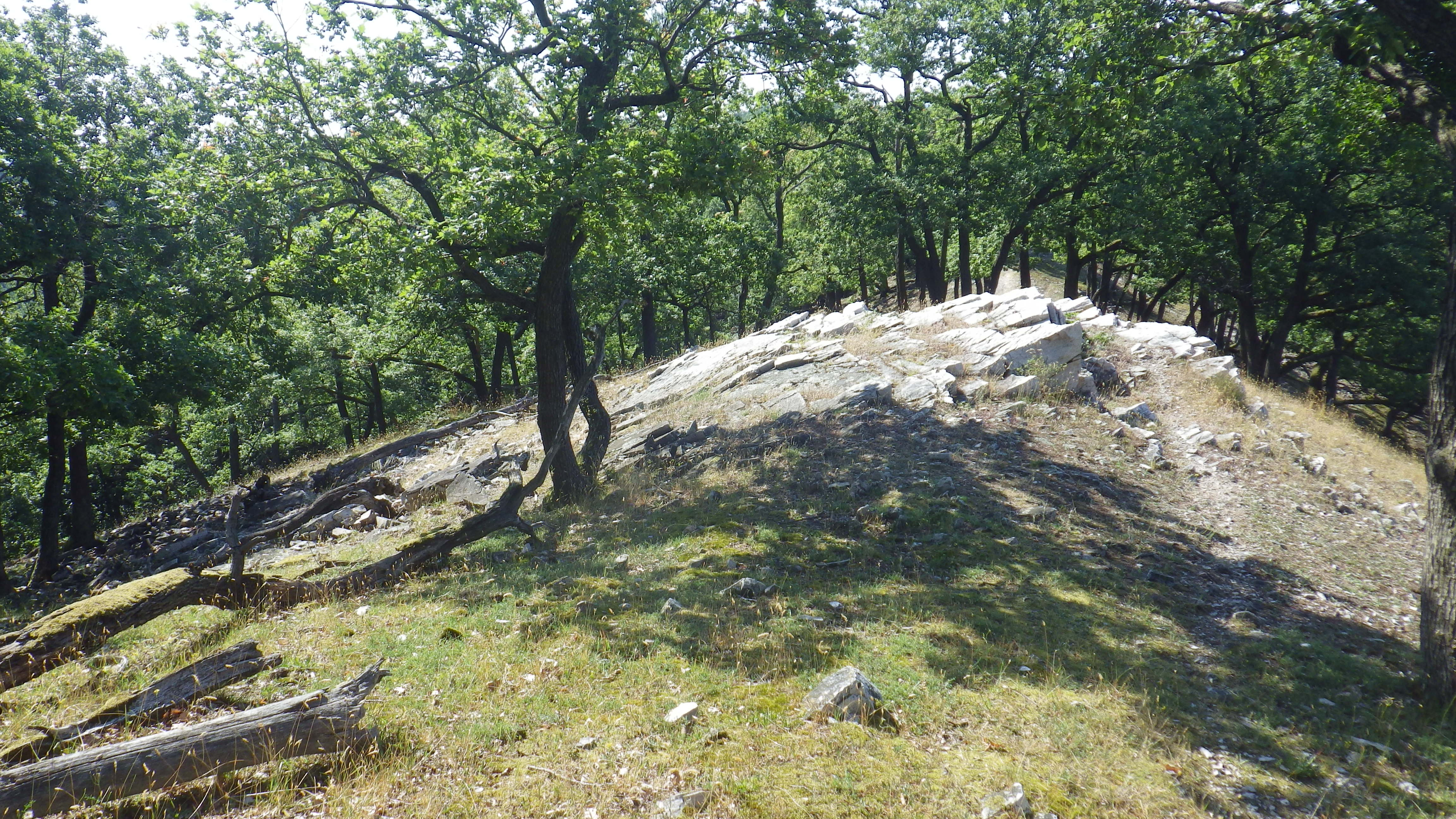
skalnatá část hřebene pohled na východ
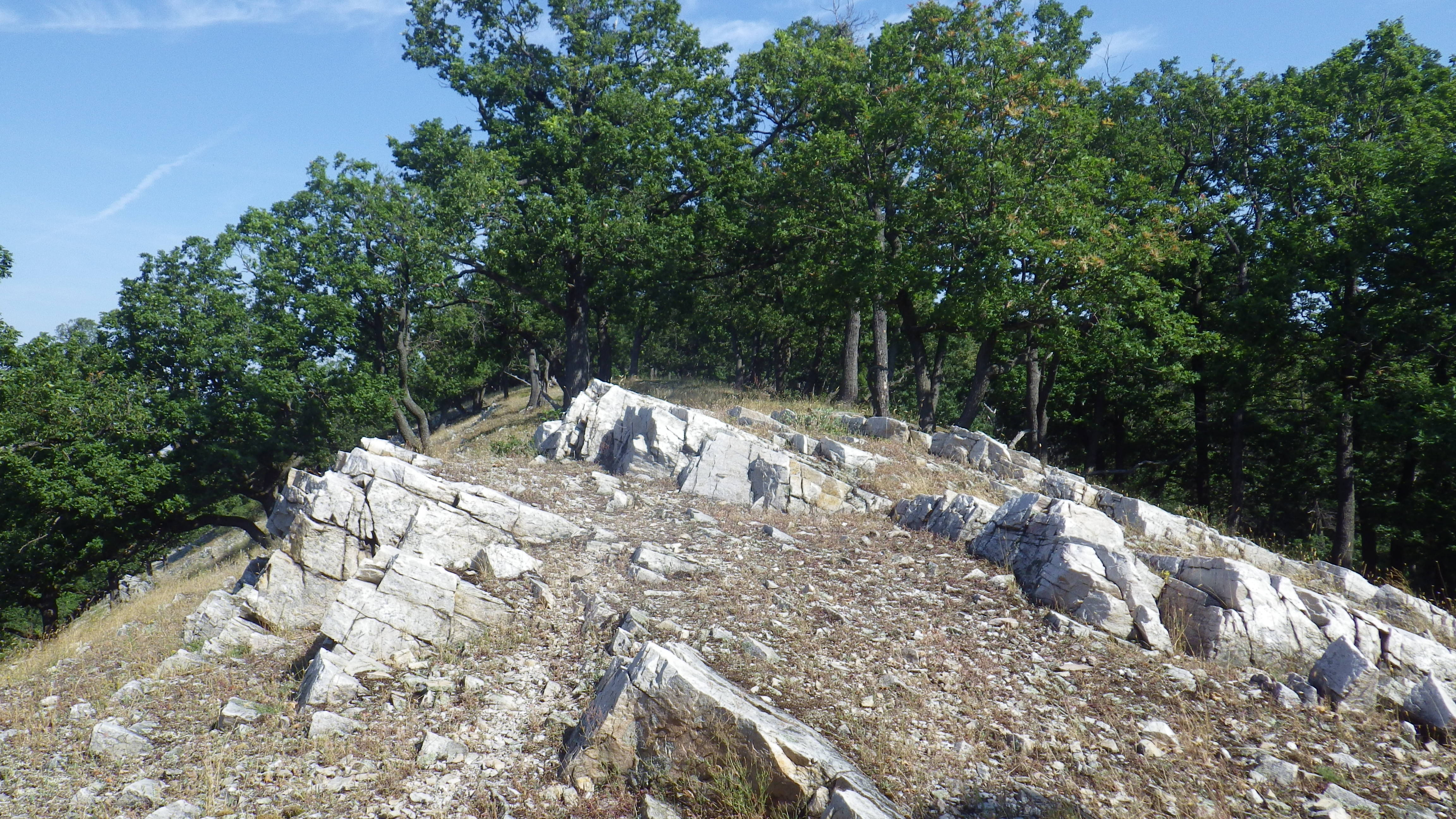
pohled na skalnatou část hřebene od východu
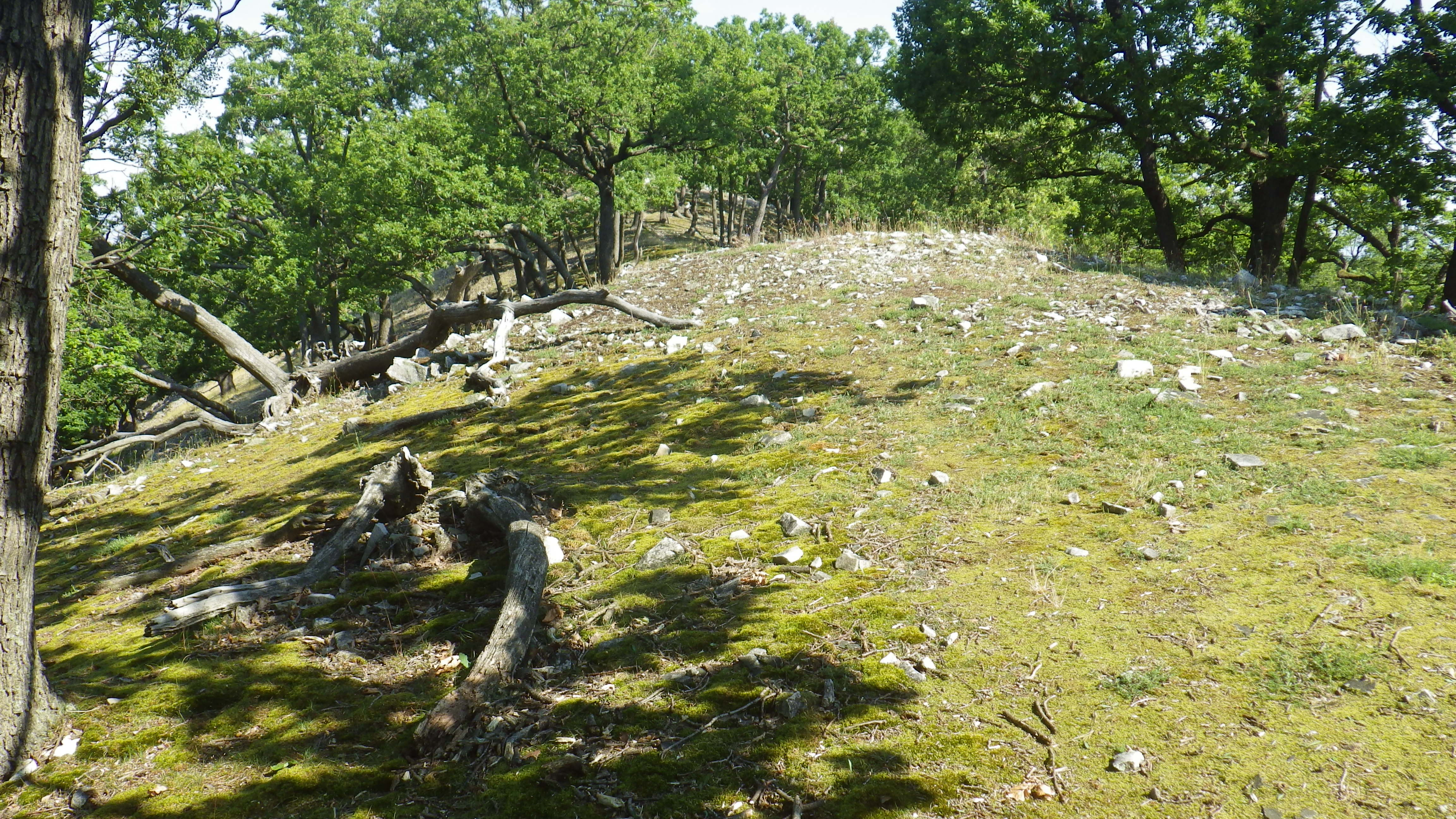
mechem porostlý hřeben
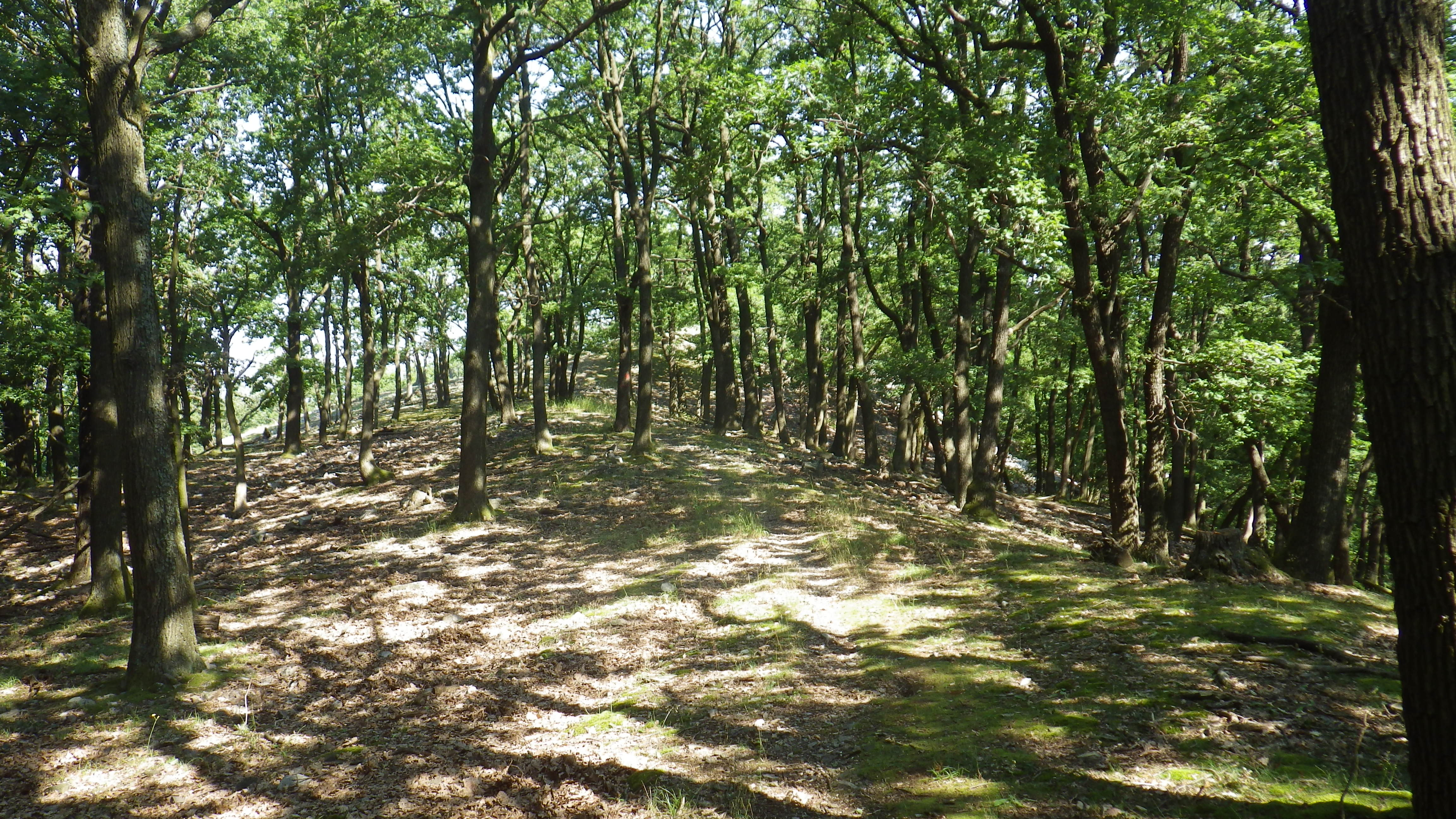
lesnatý hřeben

Michalov vrch
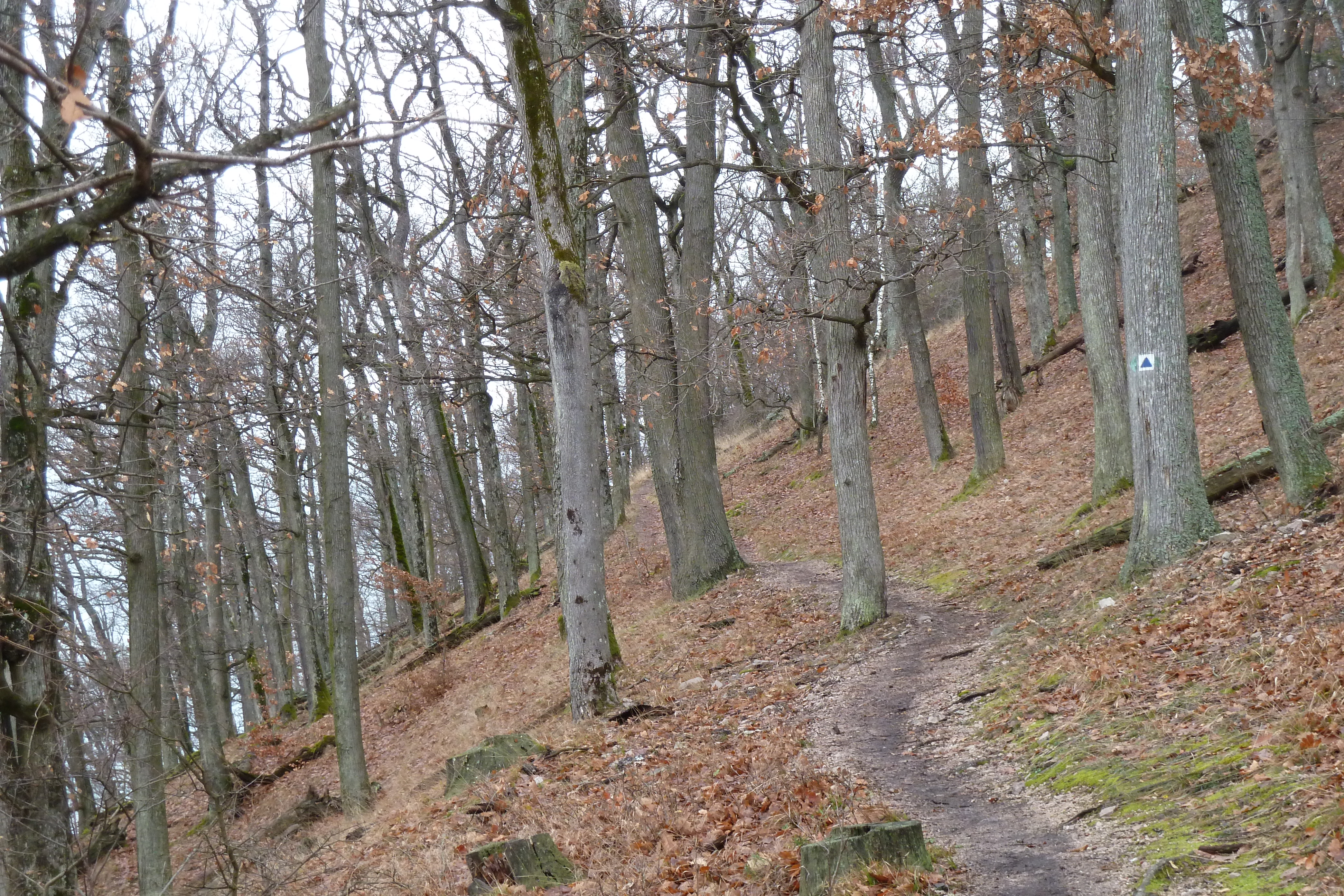
starší dubové porosty na jihozápadním svahu
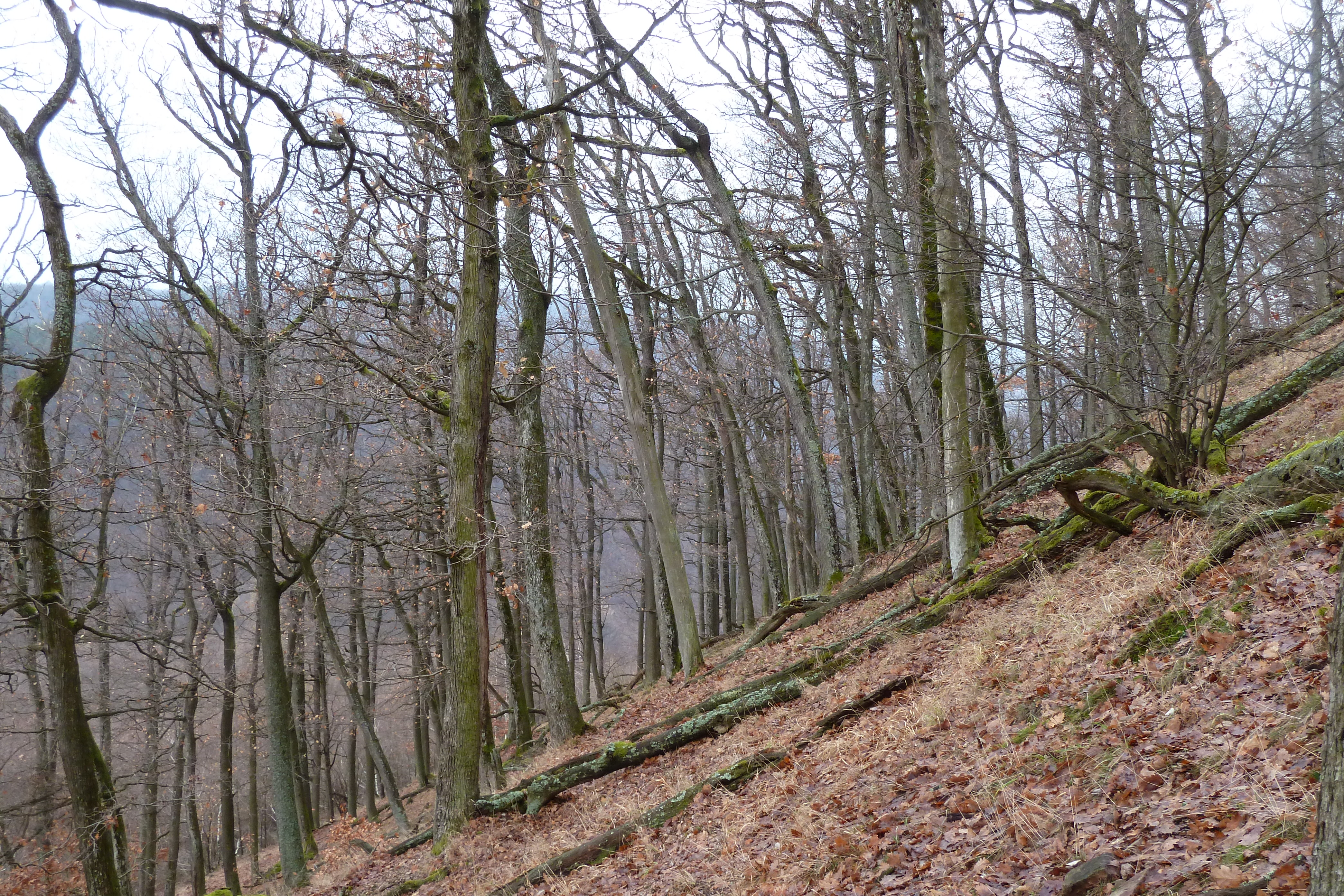
prudký západní svah se starým dubovým porostem
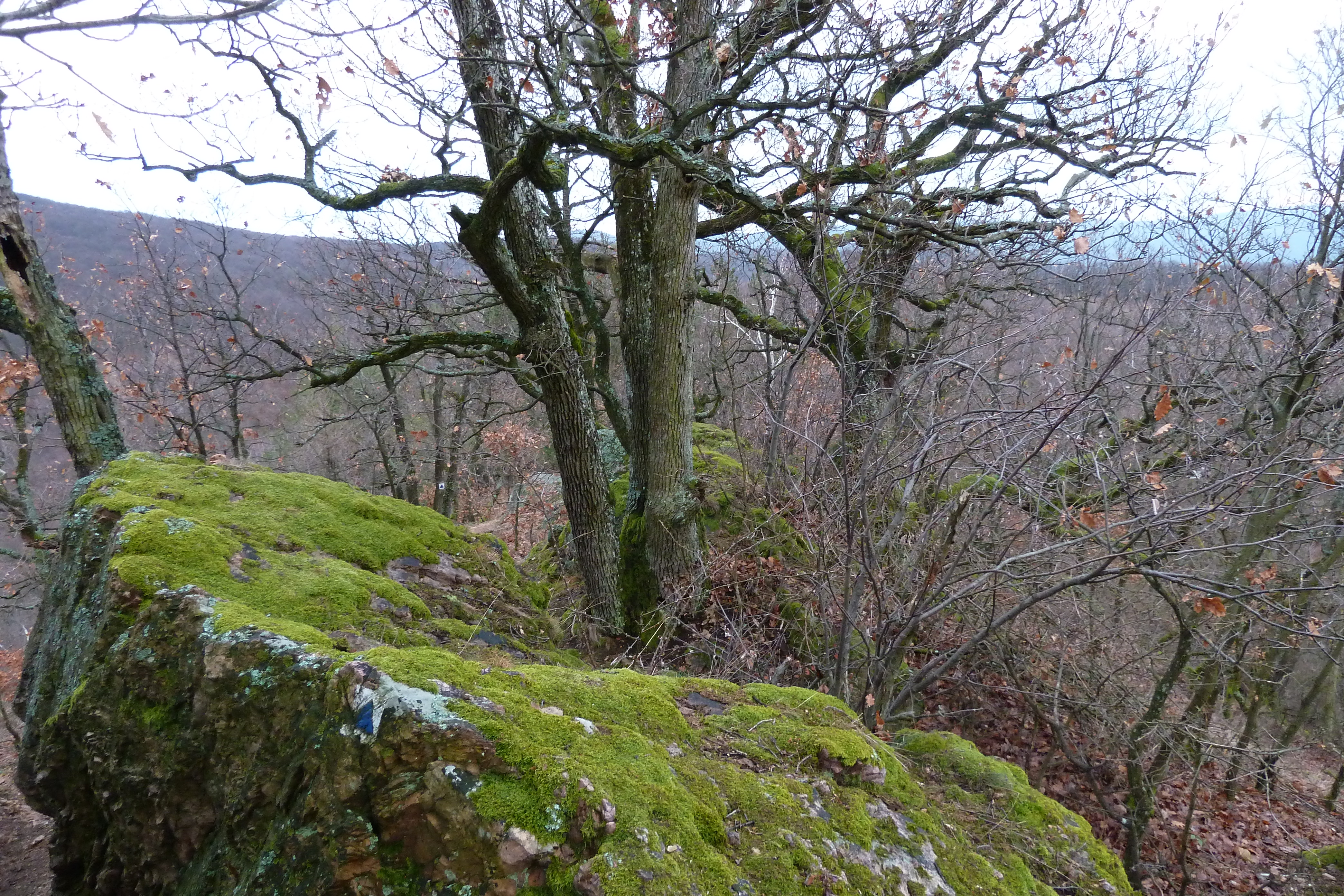
skalnatá vrcholová část
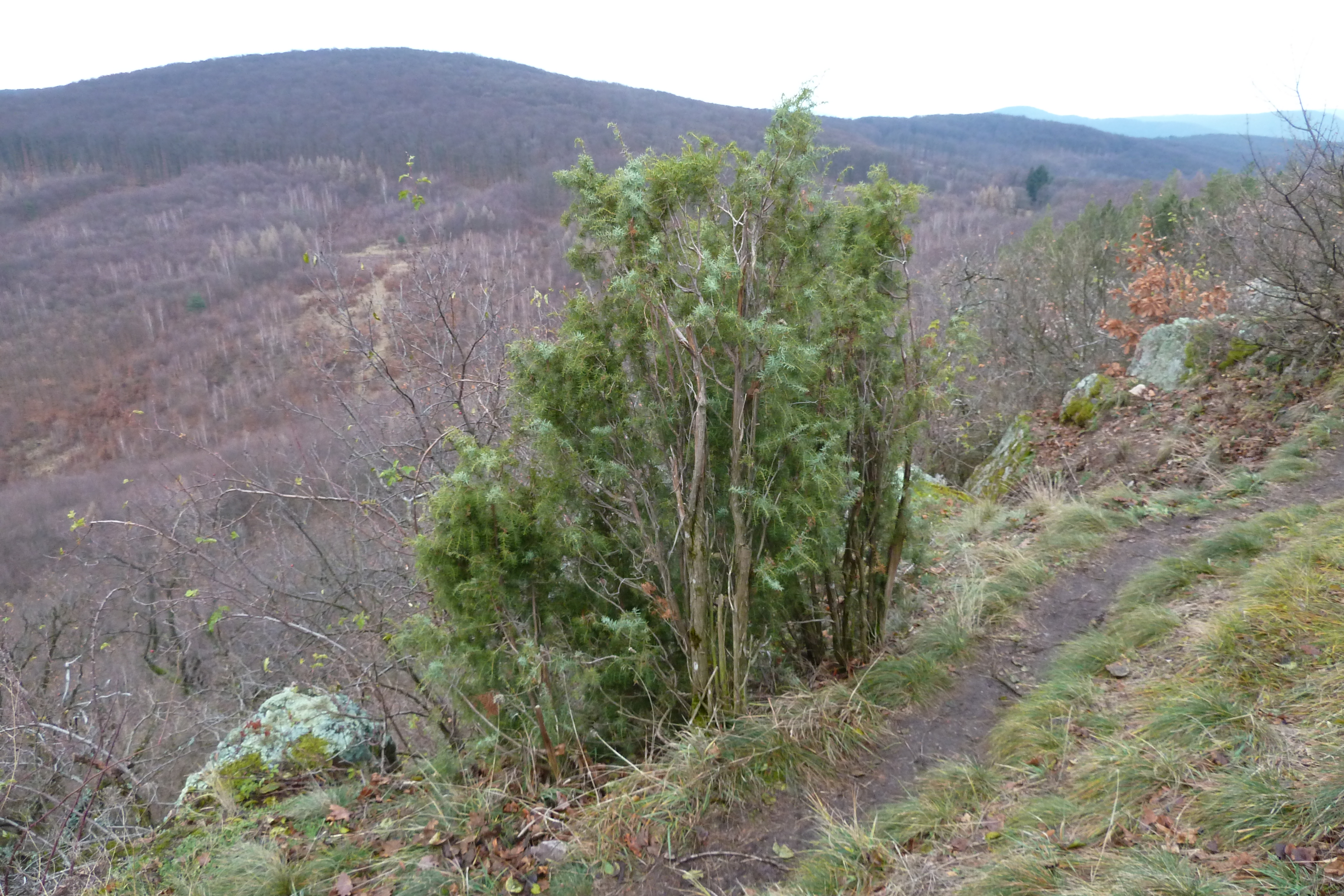
jalovec